# Biserica „Înălțarea Domnului” - Suseni din Dragoslavele
Biserica „Înălțarea Domnului” - Suseni din Dragoslavele este un monument istoric aflat pe teritoriul satului Dragoslavele, comuna Dragoslavele. În Repertoriul Arheologic Național, monumentul apare cu codul 16481.03.
Planul bisericii este de tip trilobat (treflat), cu pridvor închis, având două turle octogonale. 